# Megan Ward
Megan Ward, född 24 september 1969, är en amerikansk skådespelare, mest känd för sina roller i science fiction-filmer, skräckfilmer och TV-serier.

## Filmografi (urval)
- 1992 – Melrose Place (1997-1998)
- 1994 – Ensamma hemma (1994-1995)
- 1992 – California Man
- 1996 – Dark Skies (1996-1997)
- 1999 – Don't look down
- 2003 – Vita huset (TV-serie)
- 2003 – CSI: Crime Scene Investigation
- 2003 – Boomtown
- 2004 – Brottskod: Försvunnen
- 2004 – Summerland
- 2004 – NCIS (TV-serie)
- 2004 – Boston Legal
- 2005 – CSI: Miami
- 2005 – Cityakuten
- 2005 – Sleeper Cell (TV-serie)
- 2005 – Sjunde himlen (TV-serie)
- 2007 – General Hospital (2007-2010)